# Leptotarsus (Habromastix) novellus
Leptotarsus (Habromastix) novellus is een tweevleugelige uit de familie langpootmuggen (Tipulidae). De soort komt voor in het Australaziatisch gebied.